# Domborművek Makón
Ez a szócikk a Makón található domborműveket mutatja be.
| Kép | Név                     | Történet, alkotó |
| --- | ----------------------- | --- |
|     | Erdei Ferenc            | A makói szociológus, író és politikusdomborművét Szathmáry Gyöngyi készítette. A Posta utcán álló, Makovecz Imre tervezte Hagymaház homlokzatán található, a bejárattól jobbra; arra emlékeztet, hogy a Erdei fiatal falukutatóként 1935 és 1937 között a hagymások szövetkezetének ügyvezető igazgatója volt.                                                                                       |
|     | Erdei Ferenc            | |
|     | Erdei Sándor            | |
|     | Erdélyi Vazul           | |
|     | Horváth Mihály          | |
|     | I. István magyar király | |
|     | József Attila           | A magyar költő diákéveit Makón töltötte, a később róla elnevezett gimnáziumban tanult, és a Délmagyarországi Közművelődési Egyesület internátusában lakott. Utóbbi falán helyezték el József Attila emléktábláját, és domborművét, Nagy Gyula alkotását 1954-ben. A szűkös anyagi lehetőségek miatt alumíniumból készült; azóta többször felmerült bronzba öntése, de mindez idáig nem valósult meg. |
|     | József Attila           | 1979-ben helyezték el a költő bronz reliefjét a József Attila Gimnázium előcsarnokában. A főbejárattól közvetlenül balra található dombormű Herczeg Klára alkotása. A domborműbe a költő Születésnapomra című költeményének utolsó versszakát vésték. |
|     | Kossuth Lajos           | A kormányzó 1849. augusztus 1-jén szállt meg a városban Sántha Sándor, Csanád vármegyei másodalispán vendégeként. A Hajnal utca 13. szám alatt található házat, ahol Kossuth az éjszakát töltötte emléktáblával jelölték meg; az emléktáblára domborművet erősítettek, Margó Ede alkotása. |
|     | Kőszeghy László         | |
|     | Pulitzer József         | A sajtócézár Makón született, gyermekkorában innen vándorolt ki családjával az Amerikai Egyesült Államokba. A dombormű a róla elnevezett, 2005-ben korszerűen felújított kollégium főbejárata mellett található, a diákotthon Hunyadi utca felőli frontján. Kiss Jenő Ferenc, makói szobrász alkotása.                                                                                               |
|     | Pulitzer József         | Ugyanez a szobrász készített egy másik reliefet is Pulitzerről, 1987-ben. Az emléktábla és dombormű együttese a szülőház falán található, az Úri utca 4. szám alatt. |
|     | Róka József             | |

## Lásd még
- Makó látnivalói
- Makói emléktáblák listája
- Makói szobrok listája
- Híres makóiak listája